# Дерновой, Анатолий Григорьевич
Анатолий Григорьевич Дерновой (26 августа 1951, Караганда, Казахская ССР) — министр здравоохранения Республики Казахстан, доктор медицинских наук, лауреат Государственной премии Республики Казахстан.

## Биография
Родился в 1951 году.
Окончив 1974 году Карагандинский медицинский институт по специальности санитарный врач, устраивается в Кировскую районную санитарно-эпидемиологическую станцию Талды-Курганской области заведующим санитарным отделом, затем назначается главным врачом, в должности которого проработал до 1981 года.
В 1981—1987 годах — инструктор областного комитета Коммунистической партии Казахстана.
В 1987—1988 годах — заместитель председателя Талды-Курганского городского исполнительного комитета.
В 1988—1989 годах — инструктор, ответственный организатор Талды-Курганского обкома партии.
В 1989—1991 годах — инструктор Алма-Атинского областного комитета Коммунистической партии Казахстана.
С 1991 по 1994 годы занимал должность главного государственного санитарного врача Алматинской области.
С 1994 по 1996 годы — заместитель Министра здравоохранения, Главный государственный санитарный врач Республики Казахстан.
С августа 1996 по сентябрь 2006 — начальник медицинского центра Управления Делами Президента Республики Казахстан.
С 20 сентября 2006 года по 20 ноября 2008 — Министр здравоохранения Республики Казахстан.
27 июля 2009 года назначен ответственным секретарем Министерства охраны окружающей среды Республики Казахстан.
Женат. Имеет двоих детей.

## Научные звания, степени
- Доктор медицинских наук, тема кандидатской диссертации — «Комплексная оценка и управление эффективностью санаторно-курортного обслуживания населения Республики Казахстан» (2001)
- Почетный профессор Семипалатинской государственной медицинской академии (25.05.2007)

## Награды
- Орден Курмет (2006)
- Медаль «10 лет Астане» (2008)
- Четыре медали
- Лауреат Государственной премии Республики Казахстан (2005)
- 2013 - Орден Парасат[1]